# Miklós Bánffy (maître des portes)
Pour les articles homonymes, voir Miklós Bánffy et Bánffy.
Dans le nom hongrois Bánffy Miklós, le nom de famille précède le prénom, mais cet article utilise l’ordre habituel en français Miklós Bánffy, où le prénom précède le nom.
Miklós Bánffy de Alsólendva (né vers 1453 - † 1501) est un général et un grand officier du royaume de Hongrie. 
Partisan du roi Matthias, il fut notamment par la suite maître des portes du roi Vladislas II, Grand échanson de Hongrie et főispán de comitat de Pozsony de 1466 à 1487. Il reçoit du roi Matthias le château de Pozsony en donation héréditaire en 1478. 

## Biographie
Il est l'un des plus fidèles sujets du roi Matthias Corvin qui, selon l'historien Antonio Bonfini, l'aimait comme un frère.
Selon Bonfini cependant, le roi Matthias jeta son dévolu sur l'épouse de ce dernier, la duchesse Margit Piast, célèbre pour sa grande beauté. Son mari pris alors ses distances du roi lequel lui retira ses titres et l'emprisonna pendant deux ans. En 1474, Miklós Bánffy emmène une délégation pour Naples auprès de la future reine, Béatrice de Naples. Comme chef de guerre, Bánffy participe à la campagne contre la Moldavie et sauve la vie du roi Mátyás, qui, en signe de gratitude, élève en 1477 la famille Bánffy de Alsólendva au rang de comte héréditaire. Le 8 janvier 1483, le roi Matthias de Hongrie nomme Miklós Bánffy főispán de comitat de Pozsony, lui accorde le droit d'utiliser de la cire à cacheter rouge et lui confère ainsi qu'à son frère Jakab le titre de baron.
Pendant la période jagellonne, Miklós Bánffy est nommé maître des portes et Grand maître de la Cour de 1491 à 1500. 
Miklós Bánffy fut le premier des grands seigneurs Zala à rejoindre Vladislas II qui le récompensa de l'office de maître des portes. Il fut suivi par la ban de Croatie László Egerváry, András Both de Bajna, les Kanizsais, Jakab Bánffy d'Alsólendva et Jakab Székely de Kevendi.
Enfants de Miklós Bánffy et de Margit Piast, duchesse de Sagan :
- Katalin Bánffy (en), femme de lettres et épouse du général Ferenc Batthyány (1497-1566), ban de Croatie, Slavonie et Dalmatie.
- Margit Bánffy (fl. 1492-1497), épouse du général János Both de Bajna (fl. 1497 † août 1521), vice-ban de Croatie et de Belgrade, tombé en 1521 en défendant le château.
- Petronella Bánffy (fl. 1498–1523), épouse de Ferenc Ostffy d'Aszonyfalvi (fl. 1485-1520), főispán de Sopron
- János Bánffy (hu) (fl. 1508-†1534), palatin de Hongrie (1530-1533), gouverneur royal, grand échanson.

## Sources
- Farkas Ákos András (boldogfai) - ELTE MA Diplomamunka. 2014. A Zala vármegyei késő középkori köznemesi családok története. A Csébi Pogány család története.
- Zalai Millennium. Szemelvények Zala megye múltjából. Egy főúri család a XVI. században,Zalaegerszeg, 2000
- A történettudomány szolgálatában. Tanulmányok a 70 éves Gecsényi Lajos tiszteletére, Budapest-Győr, 2012 Tanulmányok. II. Bilkei Irén: Mohács előtt… Zala megye Jagelló-kori történetének vázlata